# Província de Cabinda

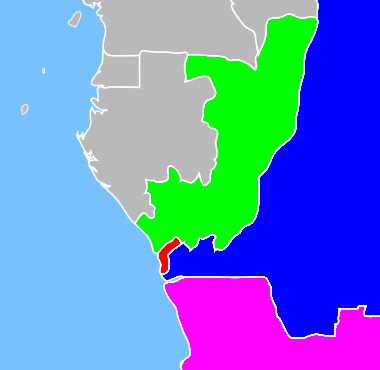
Cabinda (Congo Portuguès), província d'Angola
República del Congo
República Democràtica del Congo
Angola

La província de Cabinda (també Kabinda i localment Tchiowa, antic Congo Portuguès) és una província d'Angola separada de la resta del país i enclavada entre la República del Congo al nord, la República Democràtica del Congo al sud i a l'est i l'oceà Atlàntic a l'oest. Té una superfície de 7.283 km² i una població el 2014 de 688.285 habitants (uns 300.000 habitants estimats vers 1975). Segons estadístiques del govern dels Estats Units del 1988, la població total de la província era de 147.200 habitants, entre les poblacions rurals i urbanes totals i s'estimava que almenys un terç dels cabindesos estaven refugiats a la República Democràtica del Congo. No obstant això, després de l'acord de pau de 2007, els refugiats van començar a tornar a casa. La seva capital és Cabinda. La província es divideix en quatre municipis: Belize, Buco Zau, Cabinda i Cacongo. Cabinda moderna és el resultat de la fusió de tres regnes: N'Goyo, Loango i Kakongo.
Cabinda està separada de la resta d'Angola per una estreta franja de territori (30 km d'ample) pertanyent a la República Democràtica del Congo, que delimita la província al sud i l'est. Cabinda limita al nord amb la República del Congo, i a l'oest amb l'oceà Atlàntic. Al costat de la costa estan alguns dels majors camps de petroli en alta mar en el món. L'exploració de petroli es va iniciar el 1954 pel Golf Oil Company Cabinda, quan el territori estava sota domini portuguès però no es va explotar fins després del 1967. Cabinda també produeix fustes dures, cafè, cacau, productes de cautxú i oli de palma, però, la producció de petroli forma la major part del producte intern de Cabinda, ja que produeix 700.000 barrils (110.000 m3) de petroli cru per dia. El petroli de Cabinda s'associa amb Sonangol, Agip Angola Lda (41%), Chevron (39,2%), Total (10%) i Eni (9,8%).

## Història

### Protectorat portuguès (1885-1920)
En 1885, el Tractat de Simulambuco establert a Cabinda en un protectorat de Portugal.
Vegeu Congo Portuguès

### Districte d'Angola (1920-1951) i districte de la província ultramarina d'Angola (1951-1975)
Del 1920 al 1975 el nom de Congo Portuguès fou abandonat i rebatejada Cabinda, formant un districte del territori o colònia d'Angola i des de 1951 de la província ultramarina d'Angola. El 25 d'abril de 1974 el cop d'estat dels militars progressistes portuguesos va posar fi a la guerra colonial i va decidir concedir la independència a les colònies (formalment províncies d'ultramar). A Angola però hi havia tres moviments: el més poderós era el FLNA (Front Nacional d'Alliberament) basat en l'ètnia bakongo, amb certa influència a Cabinda; el segon era el MPLA (Moviment Popular d'Alliberament d'Angola) que tenia el suport dels militars portuguesos i de la Unió Soviètica; el tercer UNITA (Unió Nacioanl per la Independència Total d'Angola) depenia de l'ajut sudafricà. El tractat d'Alvor de 1875 entre aquests tres moviments i Portugal reconeixia a Cabinda com a part d'Angola, i tot i que fou rebutjat pels cabindesos, no va trobar suport exterior. L'almirall Rosa Coutinho va afavorir al MPLA que va prendre el control de Cabinda. Però els moviments independentistes de Cabinda consideraven l'ocupació del territori per Angola il·legal. El 1975 el FLEC (sigles del Front d'Alliberament de l'Enclavament de Cabinda) va establir a la regió un govern provisional dirigit per Enriques Thiago. L'1 d'agost de 1975 es va proclamar la independència unilateral i fou proclamat president Luis Branque Franque. El 4 de gener de 1976 les forces de la República Popular d'Angola amb el suport del cubans i militars portuguesos progressistes, van deixar ocupats els principals punts dominats per la república; el FLEC va continuar la lluita a la jungla. Tot i la signatura d'un acord de pau el 2007 la lluita armada persisteix en l'enclavament de Cabinda, ja que algunes de les faccions no accepten altra cosa que una república independent de Cabinda, i existeixen diversos governs rivals en gran manera a l'exili.
Vegeu: Enclavament de Cabinda, per la guerra a Cabinda, i República de Cabinda

## Llengües
- Ibinda
- Yombe
- Koongo